# Лесьеж, Александр
Александр Лесьеж (фр. Alexandre Lesiège; 18 августа 1975, Монреаль) — канадский шахматист, гроссмейстер (1998).
Трёхкратный чемпион Канады (1992, 1999, 2001).
В составе национальной сборной участник 4-х Олимпиад (1992, 1998—2002).

## Изменения рейтинга
| Графики недоступны из-за технических проблем. См. информацию на Фабрикаторе и на mediawiki.org. |